# المراجعة الاجتماعية الأمريكية (مجلة)
تعد مجلة المراجعة الاجتماعية الأمريكية (بالإنجليزية: American Sociological Review)‏ دورية أكاديمية محكمة من الأقران، تغطي جميع جوانب علم الاجتماع، وتنشر كل شهرين من دار نشر سيج عن المؤسسة الأمريكية لعلم الاجتماع. تأسست المجلة في عام 1936. ورئس تحريرها حالياً ماركوس باروس وباتريزيا زانوني (مدرسة غرونوبل للإدارة [الإنجليزية]، فرنسا) ودينا أوكاموتو (جامعة هاسيلت، بلجيكيا). ويتميز العمل في المجلة بالمنهجيات العلمية والتحليل النقدي والابتكار الفكري.

## تاريخ المجلة
خلال الثلاثين سنة الأولى من تأسيس الجمعية الاجتماعية الأمريكية (والتي تُعرف الآن بالاسم الجديد "الجمعية الاجتماعية الأمريكية")، كانت قسم علم الاجتماع في جامعة شيكاغو يهيمن على الجمعية بشكل كبير، وكانت مجلة جامعة شيكاغو المجلة الأمريكية لعلم الاجتماع. هي مجلة الجمعية شبه الرسمية.
في عام 1935، صوتت اللجنة التنفيذية للجمعية الاجتماعية الأمريكية بنسبة 5 أصوات مقابل 4 ضد إلغاء مجلة "المجلة الأمريكية لعلم الاجتماع" كمجلة رسمية للجمعية، ولكن مرّر الإجراء للاستفتاء من قبل الأعضاء العامين، الذين صوتوا بنسبة 2 إلى 1 لإصدار مجلة جديدة مستقلة عن جامعة شيكاغو وهي "المراجعة الاجتماعية الأمريكية".

## المستخلصات والفهارس
المجلة مستخلصة ومفهرسة في:
- محرك البحث الأكاديمي
- الببليوغرافيا الدولية للعلوم الاجتماعية
- بروكويست
- سكوبس
- شركة سي إس إيه لقواعد البيانات [الإنجليزية]
- مؤشر اقتباسات العلوم الاجتماعية [الإنجليزية]
- بسايك إنفو [الإنجليزية]
- فرانسيس
- فهرس الإحصاءات الحالي [الإنجليزية]
- المحتويات الحالية

وفقًا لتقارير الاستشهاد بالمجلات الأكاديمية لعام 2019، فإن عامل تأثير المجلة هو 6.372، مما يجعلها في المركز الثاني من بين 150 مجلة في فئة "علم الاجتماع". 